# Ferrari 375 America
La 375 America (autotelaio con suffisso AL, che sta per America Legacy o Eredità Americana) è una autovettura sportiva coupé a due posti, parte della “famiglia America”, costruita dalla casa automobilistica italiana Ferrari, tra il 1953 e il 1955. Erede della 342 America, ne occupa il posto e si rivolge alla medesima fascia di clientela.

## Il contesto generale
Il modello fu presentato nel 1953 al Salone dell'automobile di Parigi. La linea disegnata da Pininfarina, era un perfezionamento della 212 Inter, ma il modello fu disegnato poi anche da Vignale. La 375 condivideva il telaio con la 250 Europa, che per l'epoca era quello più lungo utilizzato in Ferrari, con passo da 2800 mm, ma anche le parti meccaniche, escluso il motore, erano uguali a quelle installate sulla 250. Soltanto 3 esemplari della 375 America, furono costruiti da Vignale nel 1954, il quale allestì anche l'unica versione cabriolet.

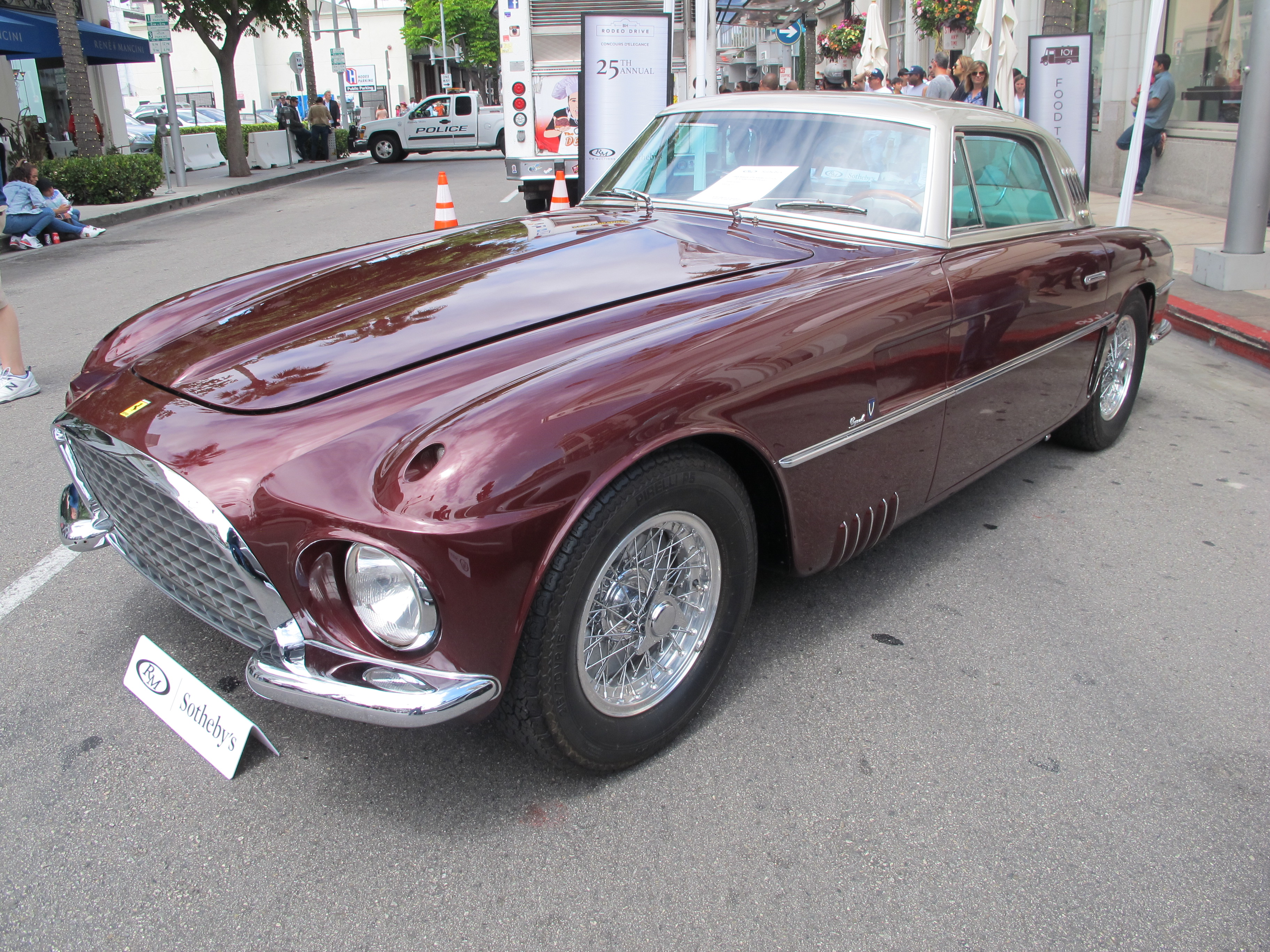
375 America Coupe del 1954 by Vignale (sn 0327AL)
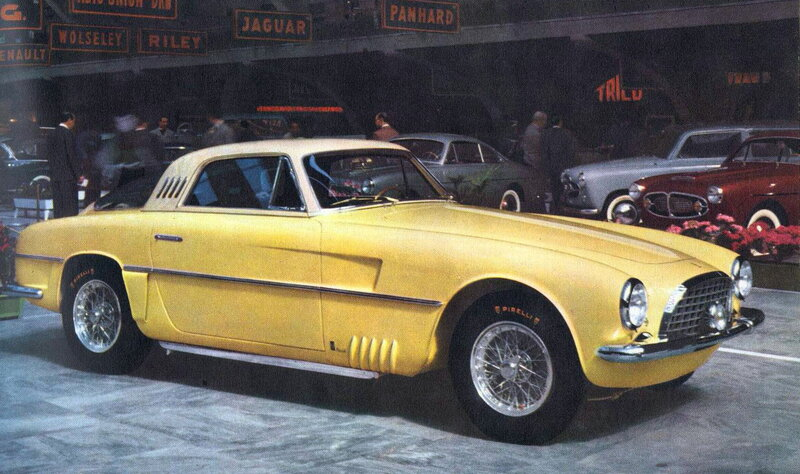
375 America Coupe del 1954 by Vignale (sn 0337AL)
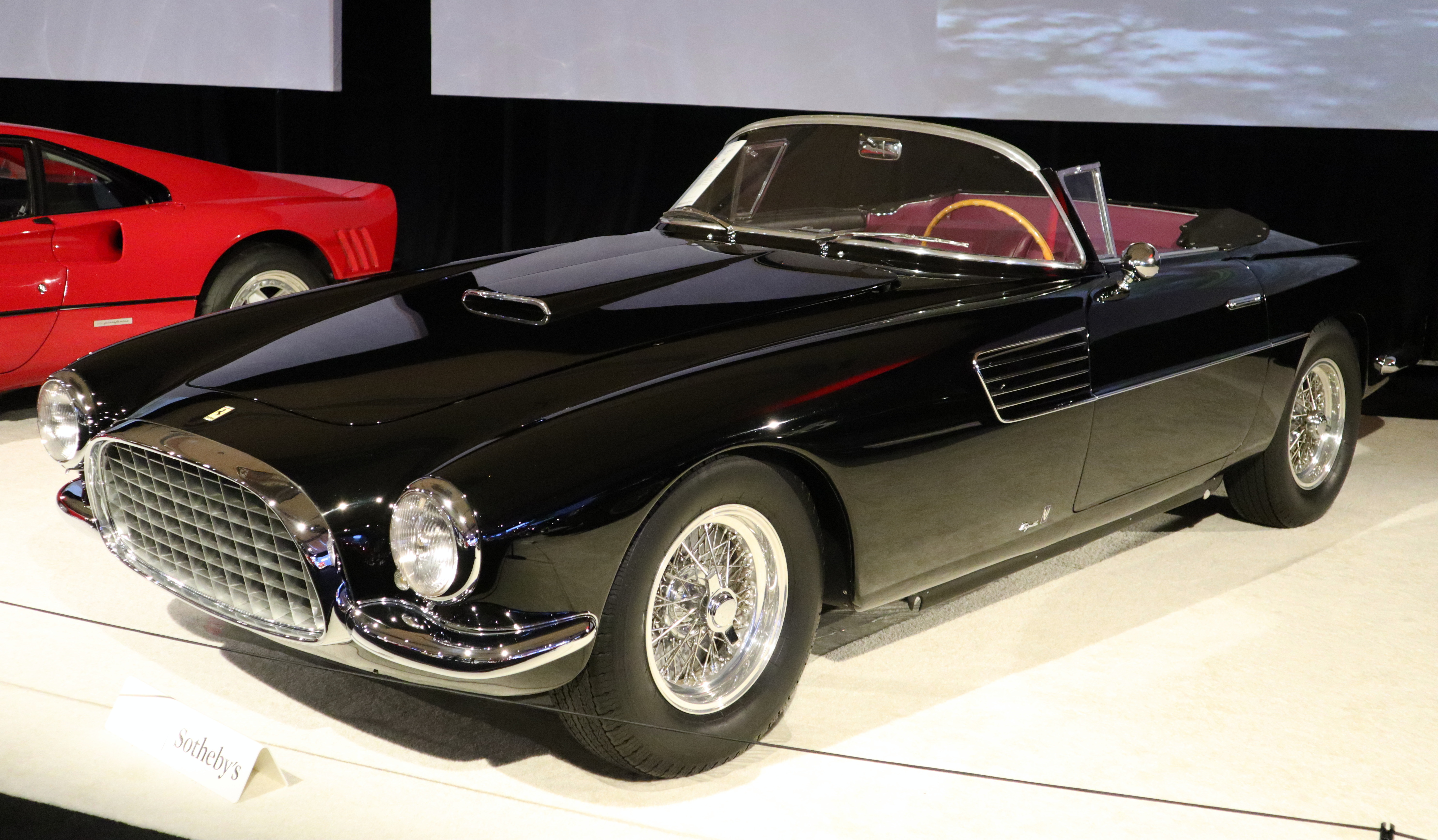
375 America Cabriolet del 1954 by Vignale (sn 0353AL)

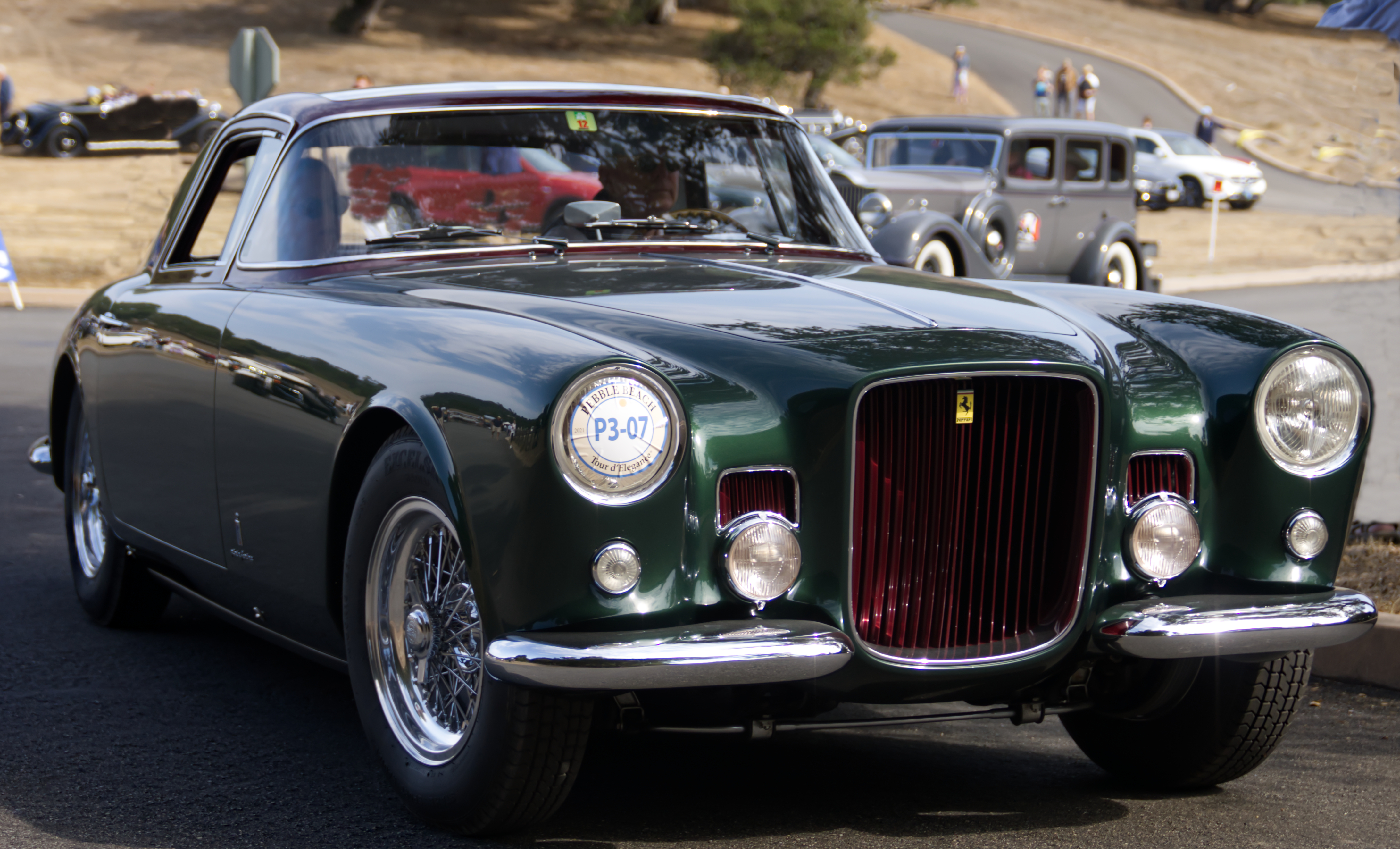
La Ferrari 375 America, ordinata e modificata per Gianni Agnelli

L'ultimo esemplare prodotto della 375 (sn 0355AL), fu ordinato nel 1954 da Gianni Agnelli e fu piuttosto speciale, in quanto disegnato e realizzato espressamente da Farina con i gusti del “Avvocato”, che più tardi avrebbe ricordato: «Tra le cose belle di cui amo circondarmi ci sono le Ferrari, auto da competizione dall’indiscutibile eleganza, specialmente quelle stradali allestite su mie precise indicazioni, come la 375 America.». Questa aveva un parabrezza più avvolgente, una griglia del radiatore verticale e dei montanti, che partivano dalla parte posteriore del tettuccio, al pannello di coda. Aveva anche un tettuccio a pannello di vetro molto panoramico e la carrozzeria di un colore verde smeraldo scuro metallizzato, in contrasto col rosso/marrone utilizzato per la cornice del tettuccio e dei finestrini, abbondanti cromature nei paraurti, nelle ruote a raggi e in altri dettagli come le maniglie delle portiere, i bordi delle vetrature e i terminali di scarico. Questa ultima versione fu presentata al Salone dell'automobile di Torino del 1955. 

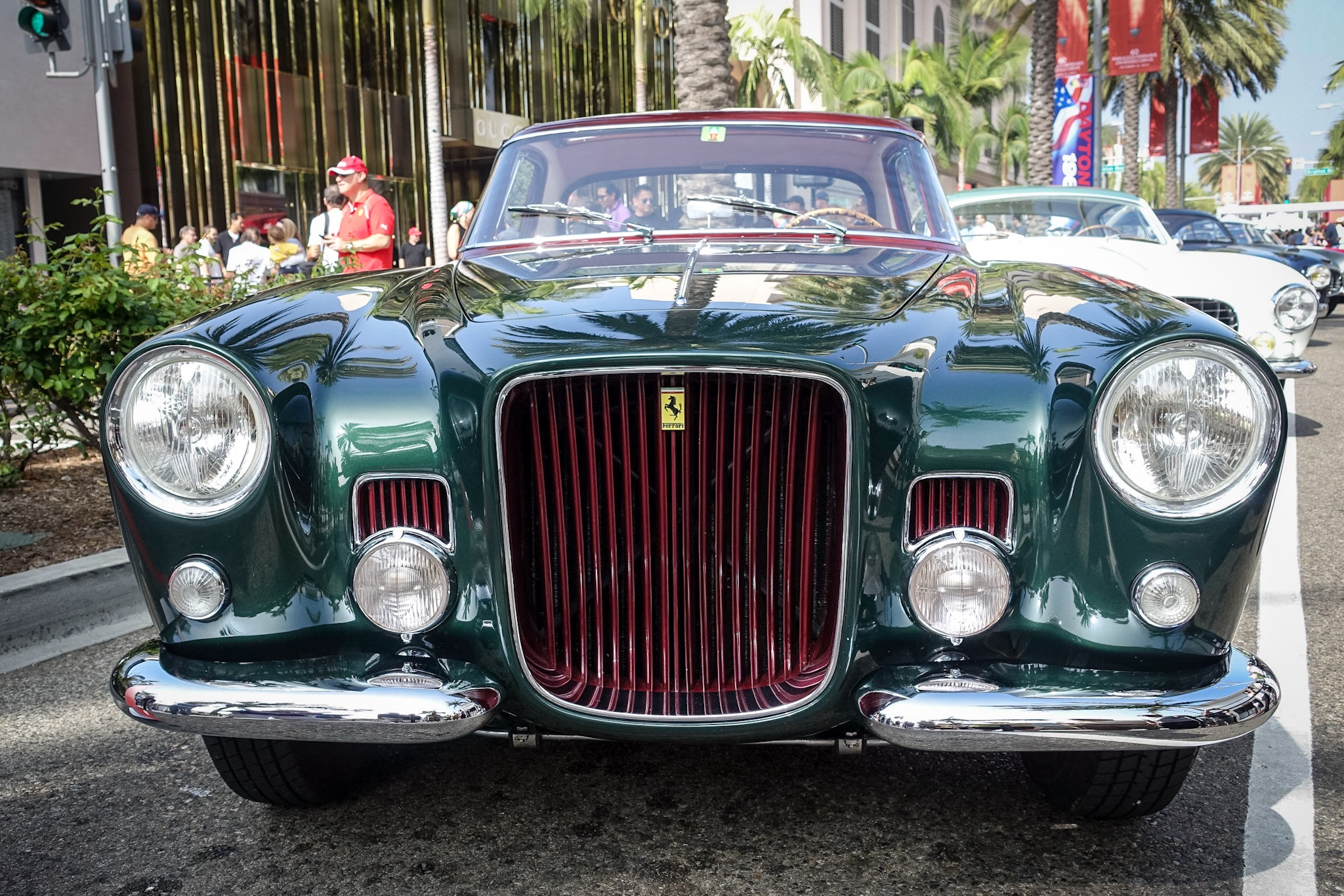
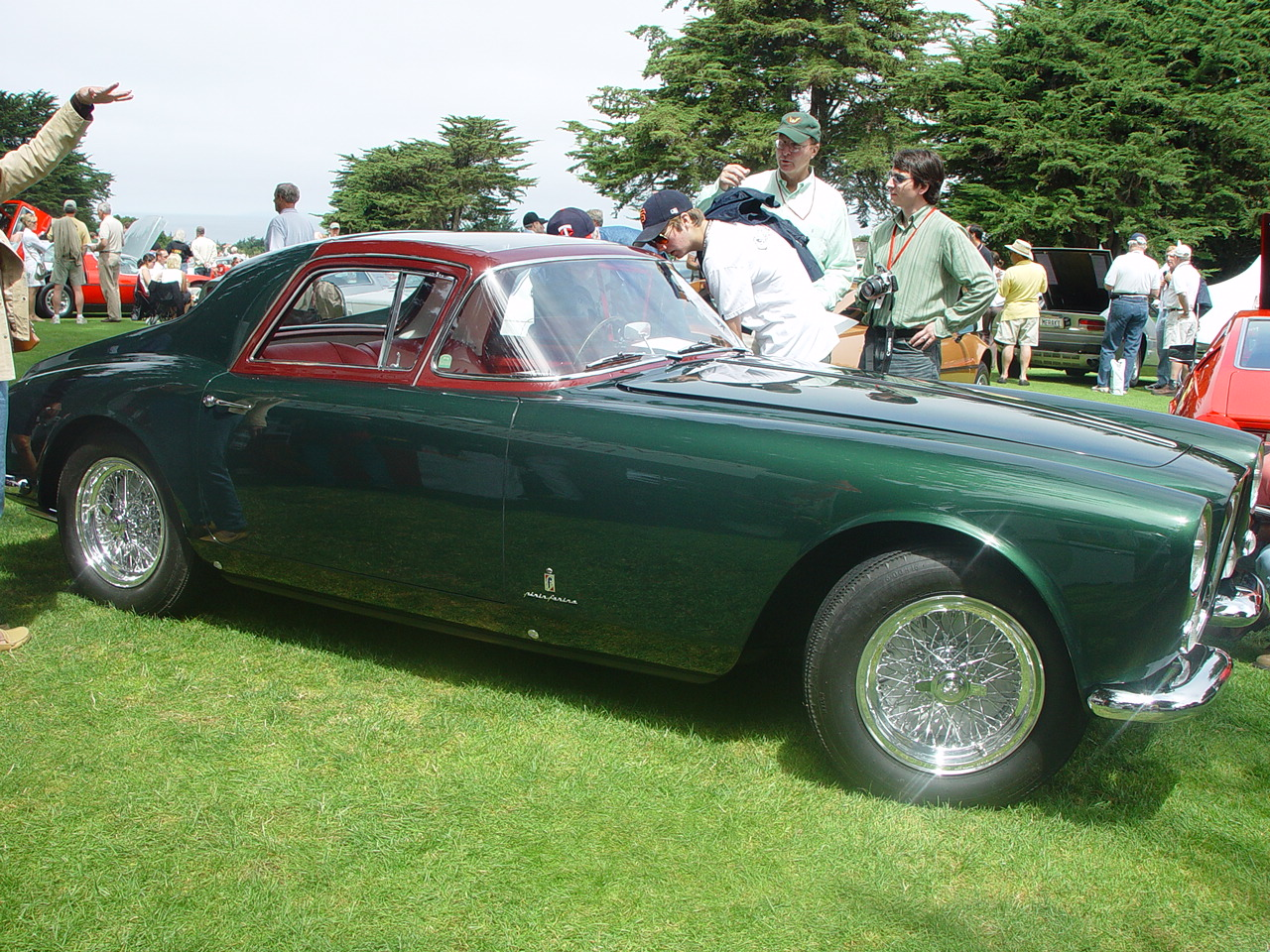
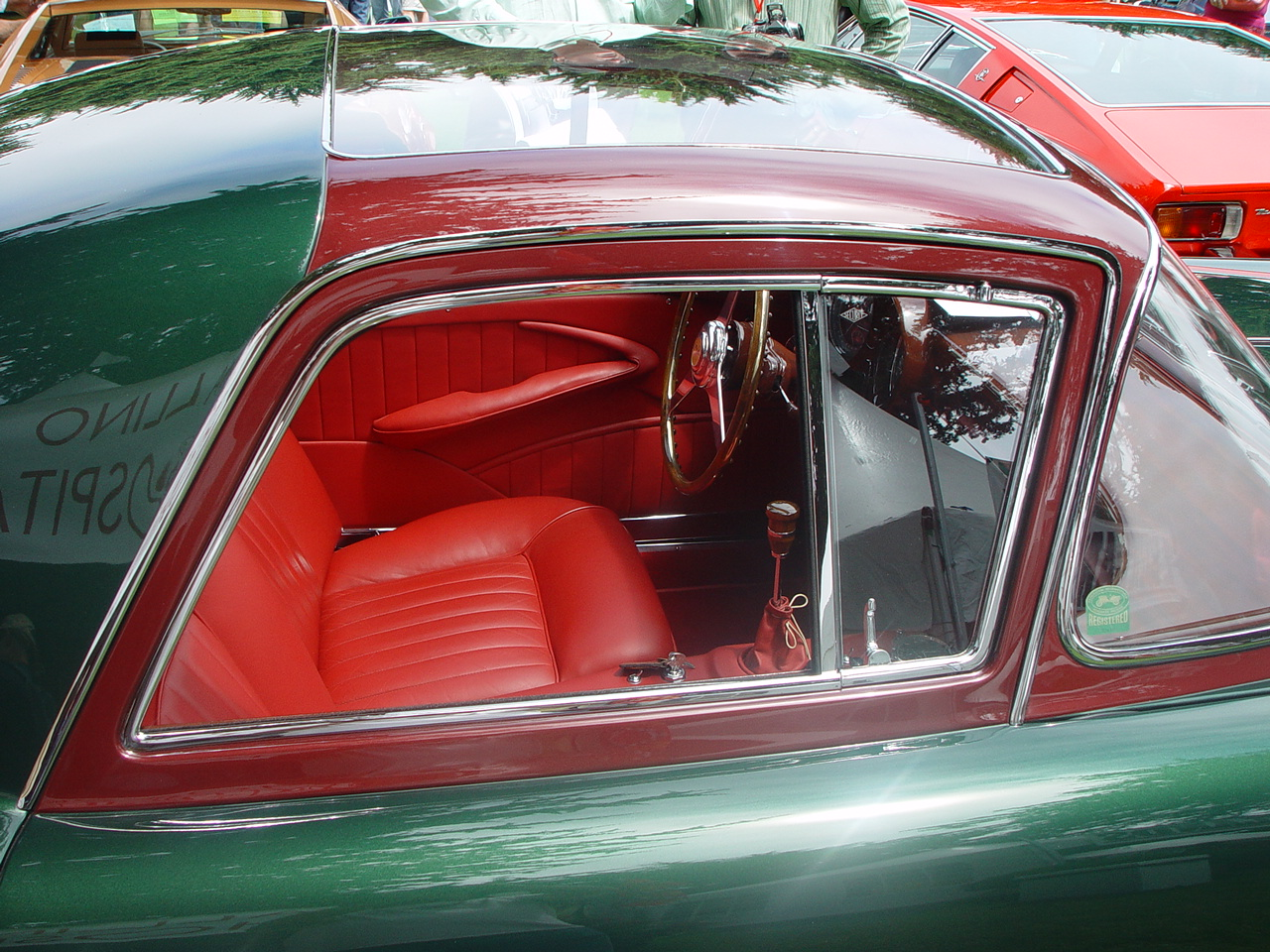
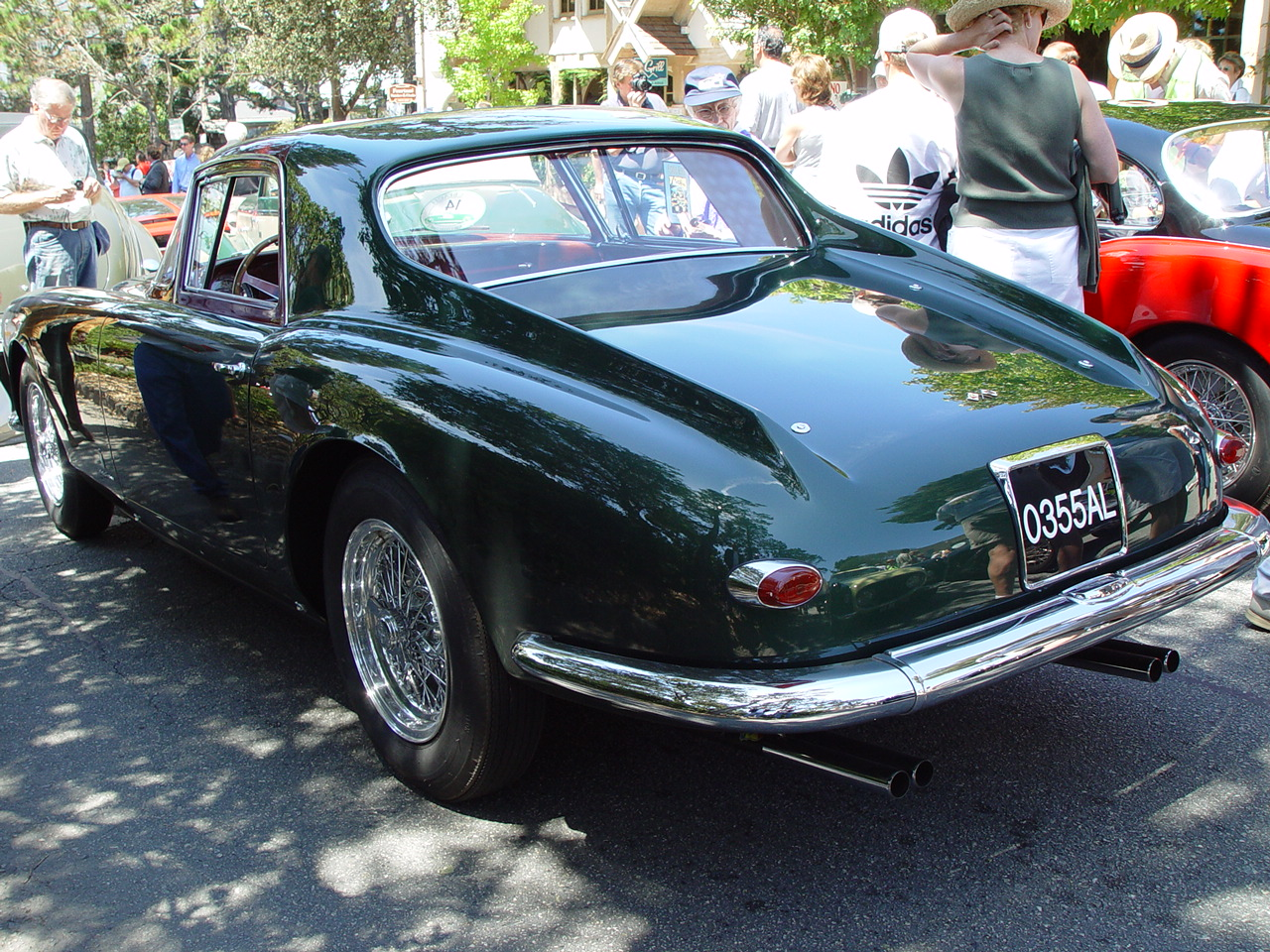

Il motore era l'evoluzione del V12 con due lunghe bancate, progettato da Aurelio Lampredi, ed era un 4,5 litri con l'alimentazione a tre carburatori doppio corpo Weber 40 DCZ (o DCF); l'equipaggiamento di accensione era con due bobine e singolo distributore. Il propulsore era accoppiato a un cambio a quattro rapporti sincronizzati che trasferiva il movimento alle ruote motrici posteriori tramite un albero di trasmissione, disponibile con una vasta gamma di rapporti finali. Il cliente poteva quindi scegliere tra varie versioni, ad esempio per avere una accelerazione fulminea, oppure una maggiore velocità di crociera.
Il passo lungo era determinato dalle dimensioni del propulsore, che aveva il blocco motore decisamente allungato, ma anche per mantenere l'abitacolo spazioso. Sicuramente, Pininfarina pensò anche ad una standardizzazione dei modelli progettati, sicché, ad esempio, sia la 375 America che la 250 Europa, avevano lo stesso telaio e il corpo vettura quasi identici, benché avessero uno stile che le differenziava dai modelli concorrenti. Comunque, piccole differenze c'erano, ad esempio le cromature sulla carrozzeria e sul radiatore. In aggiunta, c'erano le eventuali modifiche richieste dal cliente finale.
Del modello ne furono costruiti 10 esemplari, e su due 250 Europa, furono installati due motori della 375 America.

## Caratteristiche tecniche

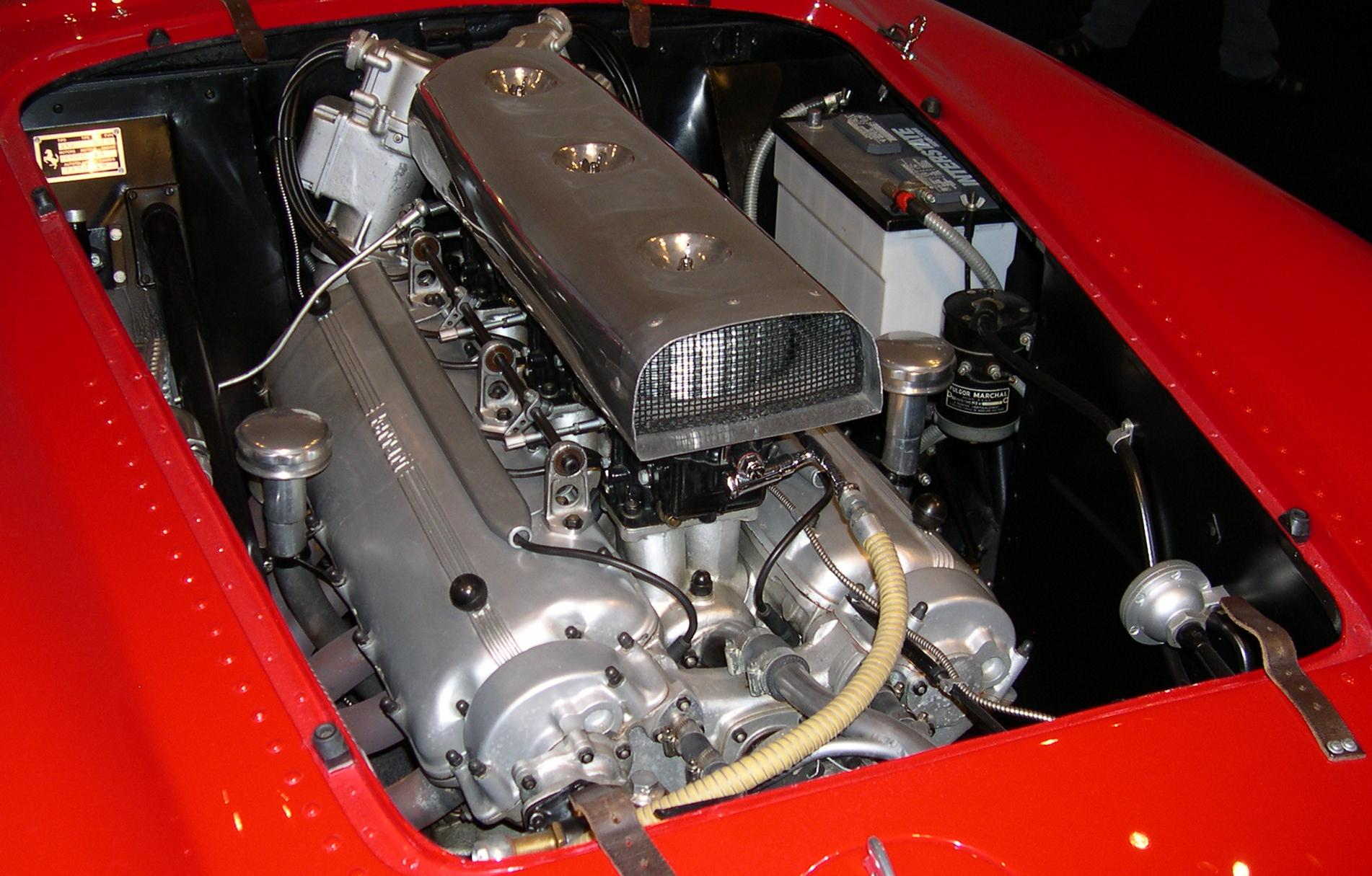
Motore 375 Plus di Lampredi

Il motore era il classico V12 a 60º, posizionato anteriormente e longitudinalmente, con cilindrata di 4522,08 cm³, di cui ogni cilindro di 368,84 cc con alesaggio di 84 mm e corsa di 68 mm, per un rapporto di compressione di 8:1. La potenza massima erogata era di 300 CV a 6300 giri al minuto. La distribuzione era monoalbero con due valvole per cilindro. L'alimentazione era contraddistinta da tre carburatore di marca Weber 40 DCF, mentre l'accensione era singola con due spinterogeni. La lubrificazione era a carter umido e la frizione era bidisco.
Il telaio era tubolare in acciaio. Le sospensioni anteriori erano indipendenti, con quadrilateri trasversali, balestra unica trasversale e ammortizzatori idraulici Houdaille. Quelle posteriori erano formate da un ponte rigido, balestre semiellittiche longitudinali e ammortizzatori idraulici Houdaille. I freni erano a tamburo e il cambio a quattro rapporti più la retromarcia. Lo sterzo era a vite senza fine con settore dentato.
La velocità massima era di 250 km/h.

## Galleria

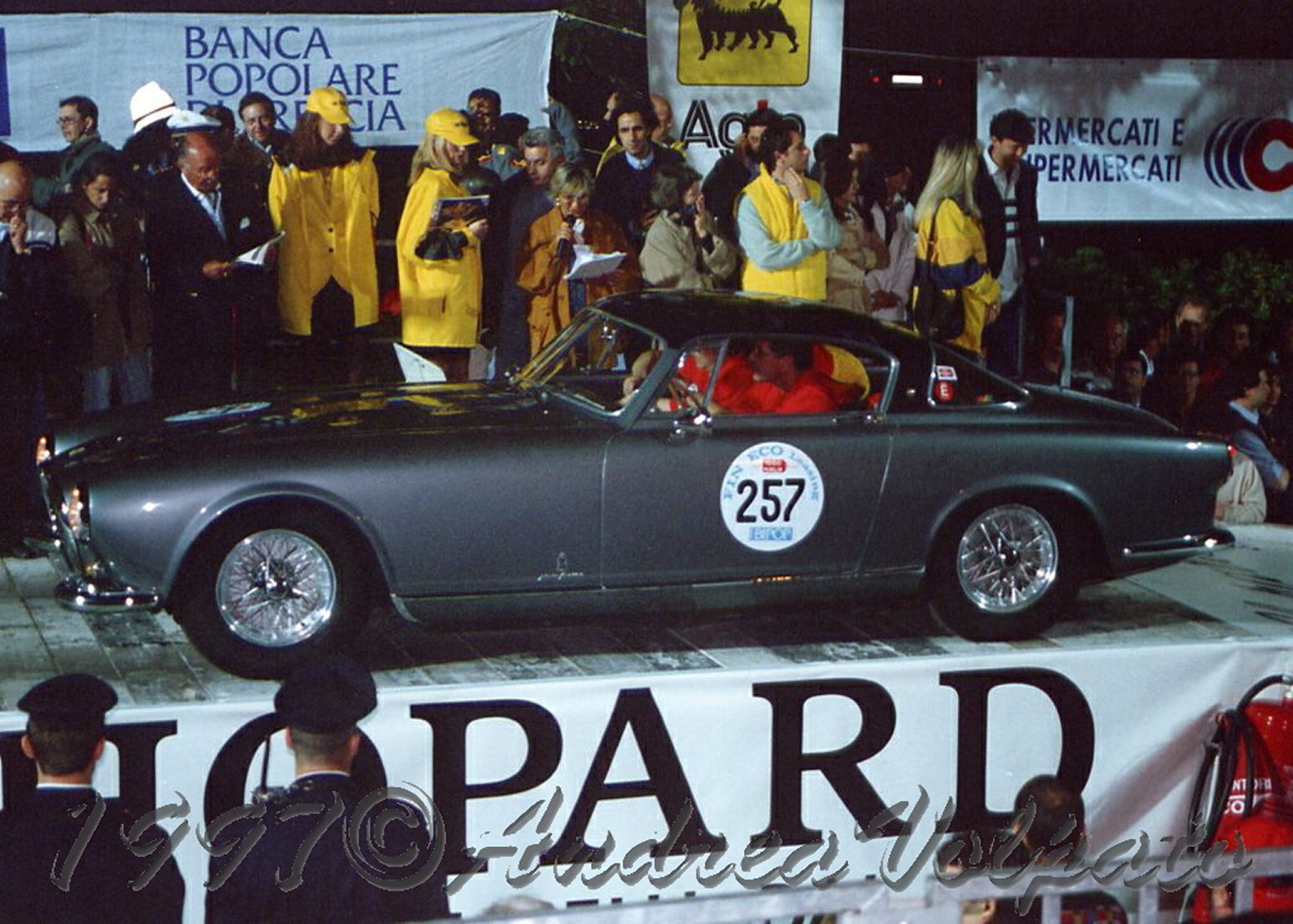
Alla Mille Miglia (sn 0339AL)
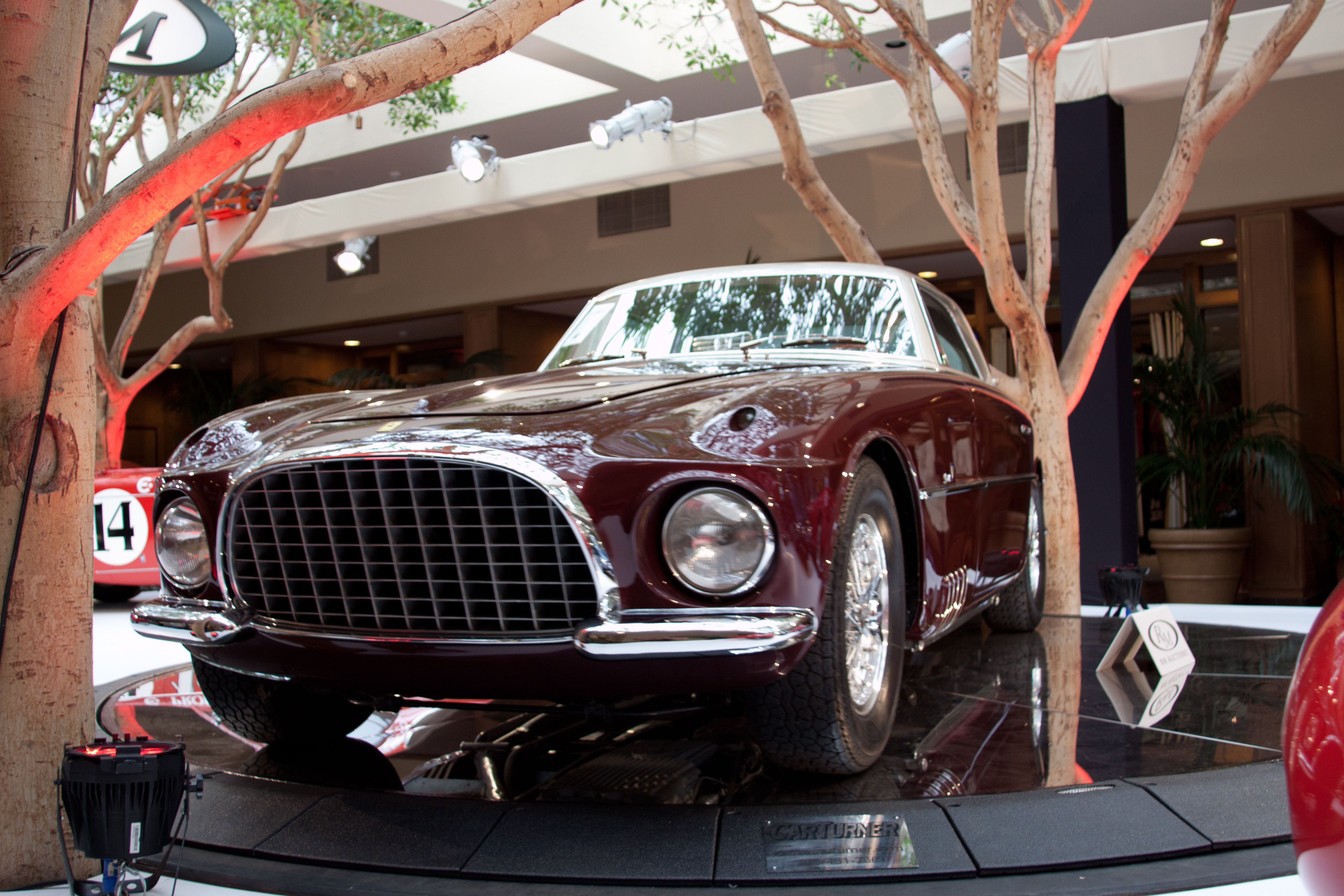
by Vignale
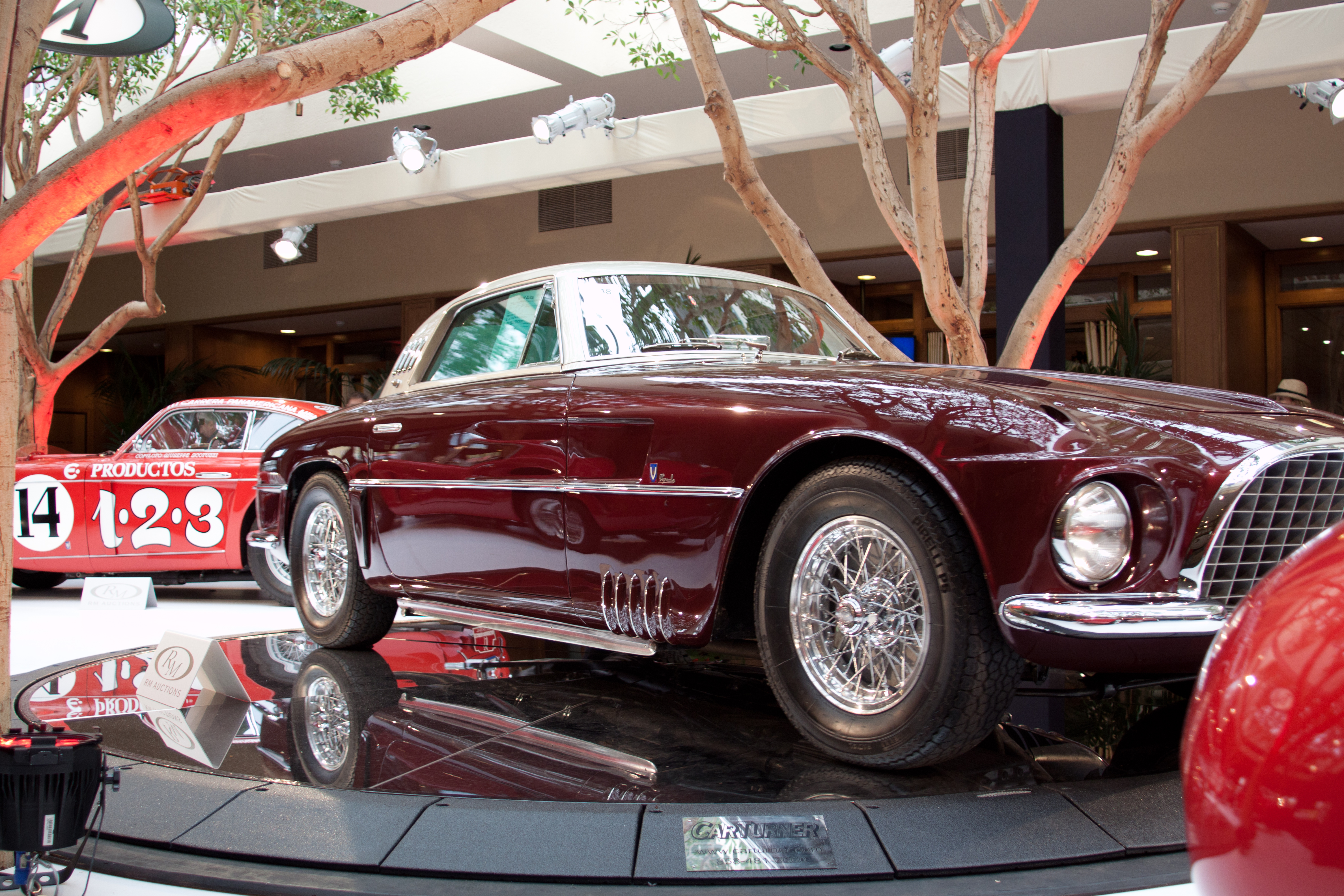
by Vignale
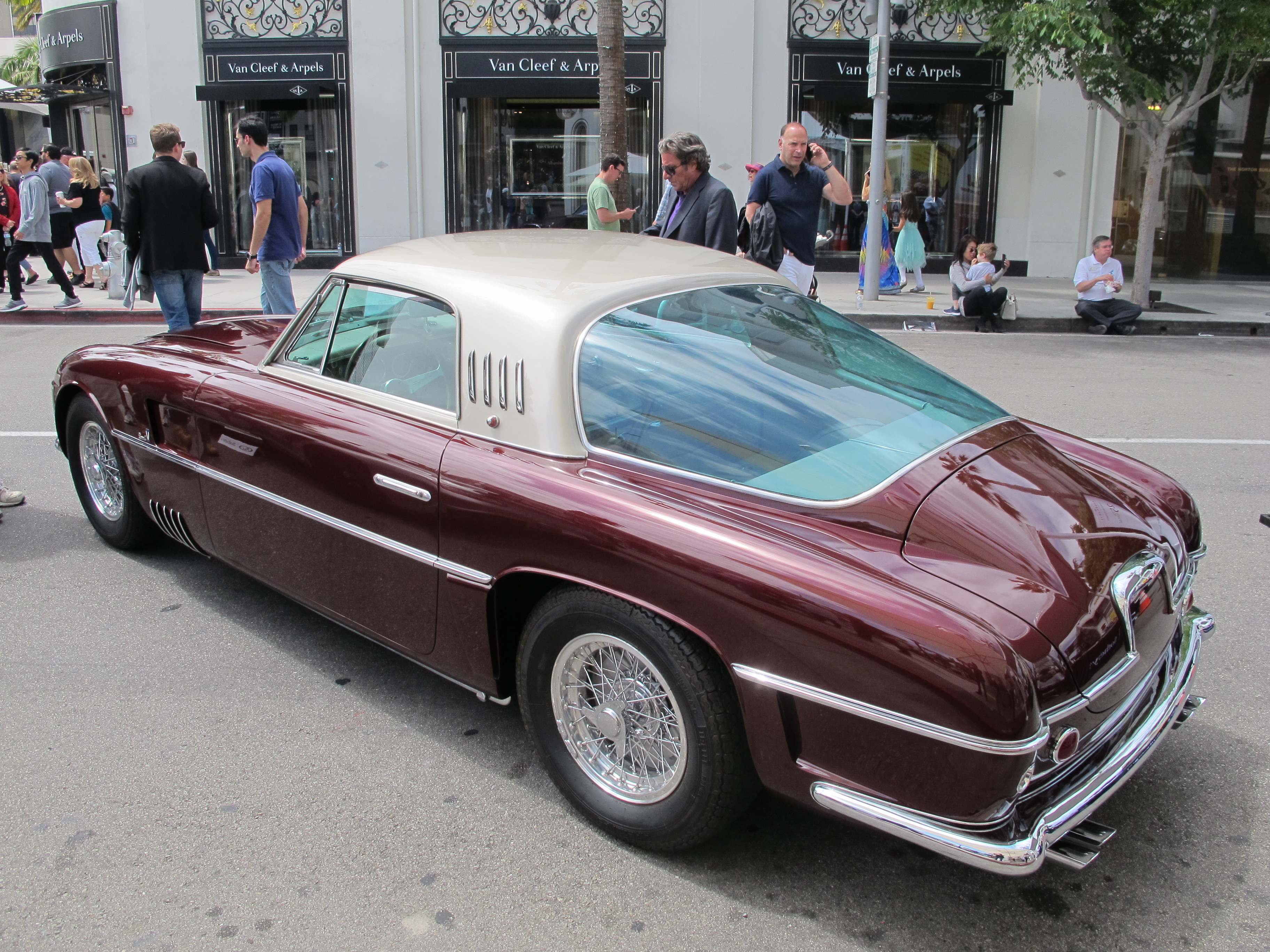
by Vignale
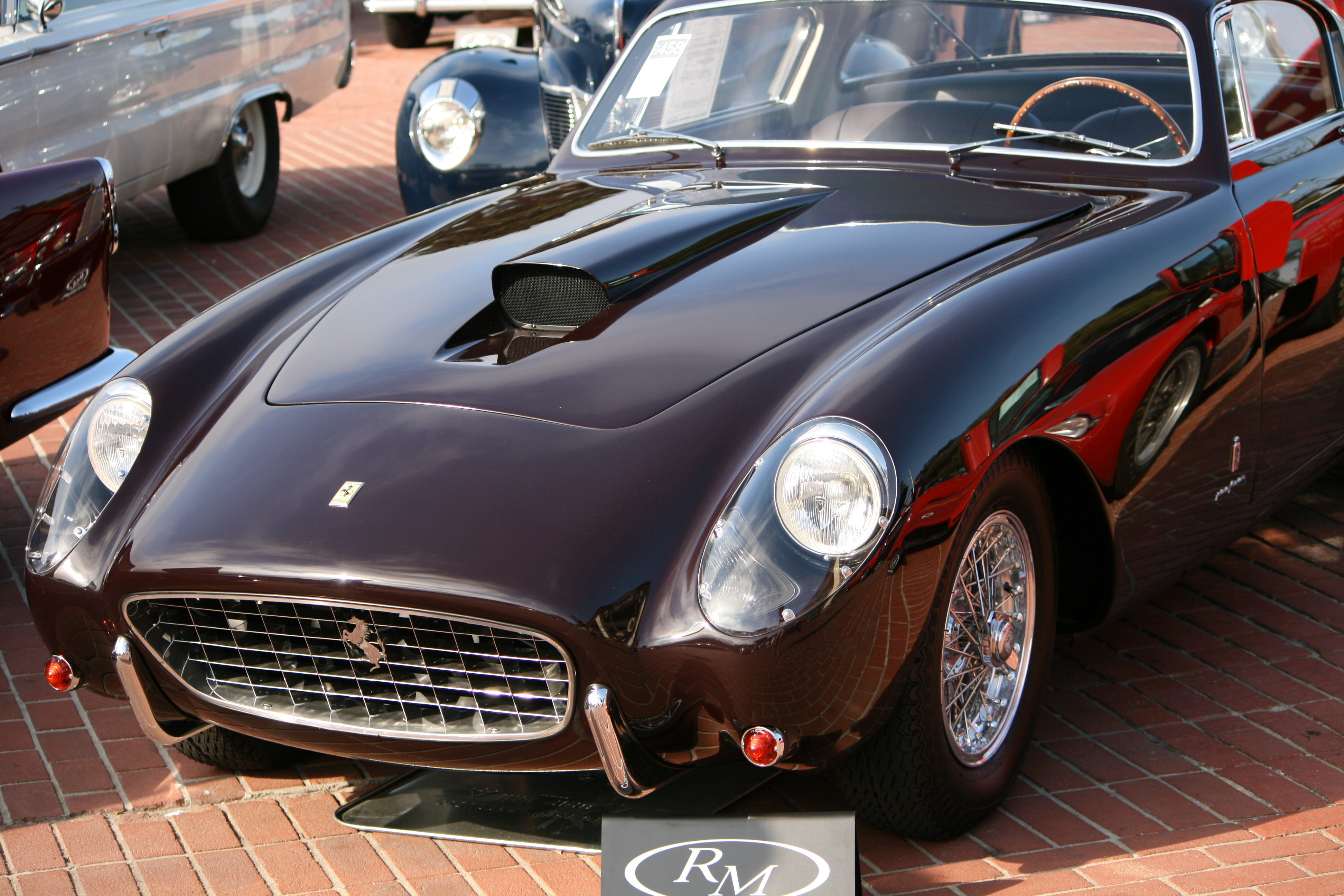
1953 Ferrari 375 America Coupe (sn 0315AL)